# راون کلاسن
 راون کلاسن (انگلیسی: Raven Klaasen؛ زادهٔ ۱۶ اکتبر ۱۹۸۲) یک تنیس‌باز اهل آفریقای جنوبی است.